# Görög Vasutak Szervezete
A Görög Vasutak Szervezete (görögül Οργανισμός Σιδηροδρόμων Ελλάδος (ΟΣΕ) [Orgániszmósz Szidirodrómon Elládosz (OSZE)], nemzetközi rövidítése: OSE) Görögország állami vasúttársasága.

## Története
- 1869-ben készült el magántőkéből az első görög vasútvonal Pireusz és Athén között, mely szakasz a városi tömegközlekedést szolgálta és ma a metróhálózat része.
- 1883-ban nyílt meg a peloponnészoszi hálózat első szakasza.
- 1884-ben Volos és Larissa között keskenynyomközű vonal nyílt.
- 1902-ben alakult meg a Chemins de Fer Helleniques részvénytársaság, amely 1904-től építette a vonalát Athéntől Larissa felé, amely 1916-ban nyílt meg.
- 1920-ban megalakult az állami vasúttársaság SEK néven (Sidirodromoi Ellinikou Kratos), amely átvette a magánvasutat.
- Végül 1970-ben megalakult az OSE, amely a mai napig is üzemelteti a vasútvonalakat Görögországban.
- 1990 óta nagyarányú fejlesztésekkel, 200 km/h sebességre modernizálják és villamosítják a fővonalakat.

## A hálózat adatai

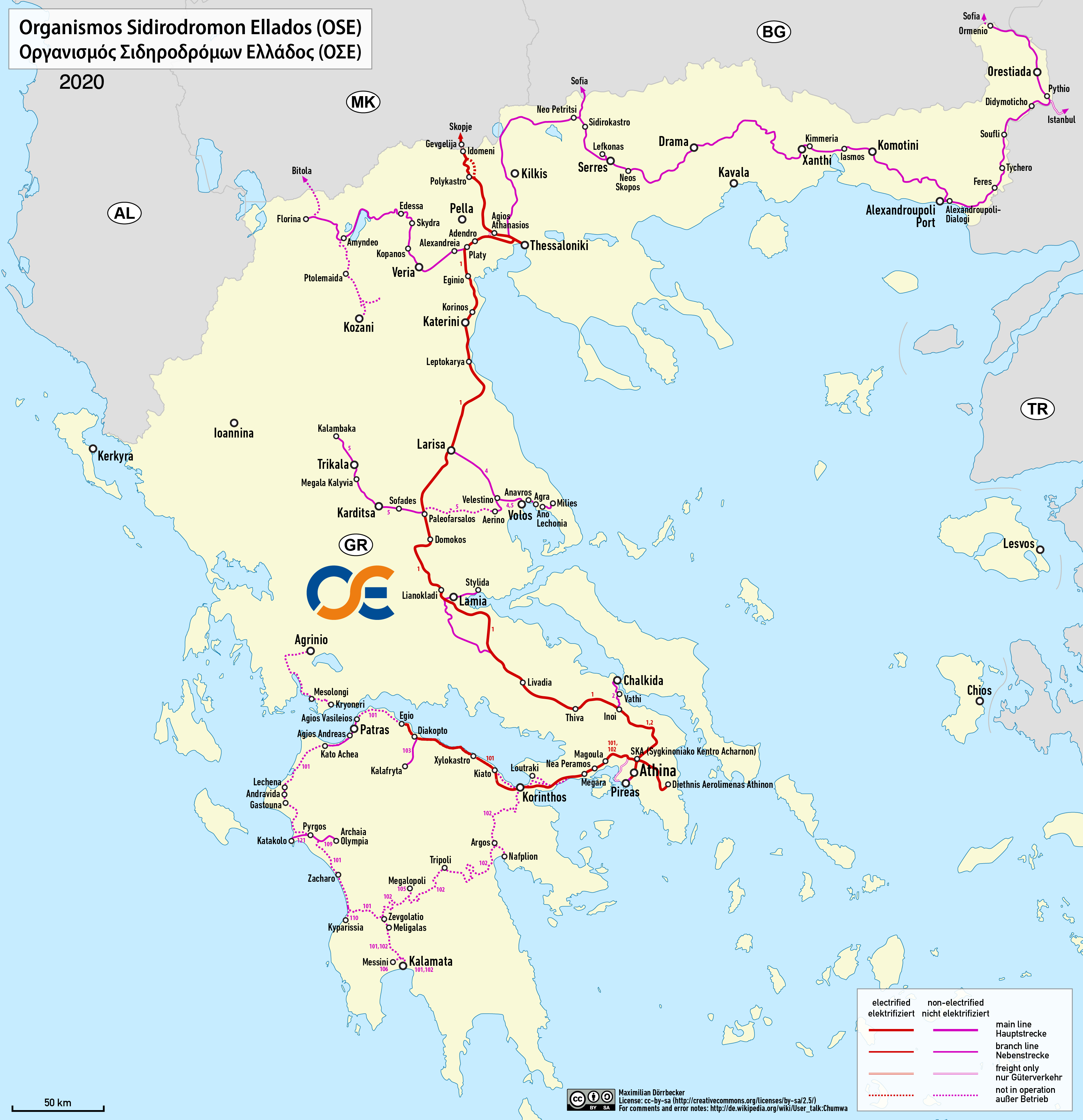
Görögország vasútvonalai

Az OSE 1565 km normál nyomtávú vasúthálózattal rendelkezik. Ebből 76 km van villamosítva 25kV 50 Hz-cel. További 892 km nem villamosított 1000 mm-es keskeny nyomtávú vonallal rendelkezik. Ezen kívül nem villamosított 750 mm-es (22 km) és 600 mm-es (20 km) keskeny nyomtávú vonala is van.

## A normálnyomközű hálózat
- Görögország legfontosabb fővonala a Pireusz–Athén–Lárisza–Szaloniki fővonal, amelyet 1990 óta nagysebességű vonallá fejlesztenek, kétvágányúsítanak, villamosítanak, az íves szakaszokat kiváltják.  Kiágazik belőle a Lianokladi–Lamía–Stylida mellékvonal.
- A Szaloniki–Serres–Drama–Alexandrúpoli–Ormenio fővonal Törökország felé és Bulgária felé létesít kapcsolatot, egyvágányú vonal.
- A Lárisza–Vólosz és a Paleofarsalos–Kalambaka vonalak korábban keskenynyomközű vonalak voltak, de átépültek és csatlakoznak a fővonalhoz.
- A Szaloniki–Idoméni vonal Belgrád felé biztosít kapcsolatot, az elsőként villamosított görög vonal, ahol régóta villamos vontatás működik 25 kV 50 Hz feszültséggel.
- A Szaloniki–Promachonas vonal Szófia és Bulgária felé teremt kapcsolatot.
- Az Athén–Inoi–Halkída vonal, Inoinál kiágazva egy fontos várost köt össze Athénnel, ahol görög viszonylatban igen sűrűn járnak a vonatok, gyakorlatilag óránként.  Jelenleg felújítják és villamosítják a vonalat, hogy villamos motorvonatokkal közvetlenül kiszolgálható legyen.
- A Szaloniki–Veria–Naoussa–Skydra–Edessa–Amynteo mellékvonal északon egy fontos mellékvonal, amely összekapcsolja Észak-Görögországot annak központjával, Szalonikivel.
- Az Athén–Korinthosz új építésű vonal már az athéni elővárosi rendszer része, itt ütemes menetrendben közlekednek a Proastiakos OSE-leányvállalat motorkocsijai, a vonal továbbépül Kiato–Pátra felé teljesen új nyomvonalon 200 km/h tervezett sebességre, a későbbiekben villamosításra is fog kerülni. Az Athénből az új nemzetközi repülőtér felé vezető vonal is már készen van, kétvágányú villamosított vonal, ahol érdekességképpen nemcsak Siemens Desiro villamos motorvonatok, hanem az athéni metró kétáramrendszerű szerelvényei is közlekednek felsővezetékes táplálással, 25 kV 50 Hz feszültséggel.

## A keskenynyomközű hálózat
- A Pireusz–Athén–Patras–Kalamata vonal északról kerüli meg a Peloponnészoszi-félszigetet, miközben Pírgosznál találkozik a hegyeken át vezetett másik Korinthosz–Tripoli–Kalamata vonallal. Ez utóbbi vonal évek óta felújítás alatt áll, vonatpótló buszok közlekednek.  A kapcsolódó Kalamata–Messini mellékvonal 2007-ben újra üzembe lett helyezve. Az Athén-Patras szakaszon kétvágányú, nagysebességű, normál nyomközű pálya épül (Kiato-ig kész), ezért a Pireusz-Athén-Korinthosz-Kiato keskenynyomközű szakaszon már megszűnt a menetrend szerinti forgalom, de a pálya (az athéni belső szakasz kivételével) megvan és vasútüzemi célokra használják is. Fontolgatják az új pályától távolabbi nyomvonalon haladó Megara-Athén szakaszon az elővárosi személyforgalom újbóli beindítását is.
- A Pírgosz–Olümpia mellékvonal a híres ókori olimpiai helyszínhez vezet.
- A Diakopto–Kalavrita fogaskerekű vasút a tengerparti Diakoptóból viszi fel utasait a hegyekbe, jelenlegi felújítása után vadonatúj Stadler GTW-szerelvények fognak közlekedni.

## Megszüntetett vagy szüneteltetett vonalak
- Vólosz–Milies, 600 mm-es keskenynyomközű vonal, Ano Lechonia–Milies között múzeumvasútként működik
- Paleofarsalos–Velestino–Vólosz, 1000 mm-es keskeny nyomközű vonal, időszakosan működő múzeumvasút
- Athén–Lavrio, keskeny nyomköz
- Agrinion–Messolongi–Krioneri, 1000 mm-es vonal, felújítás alatt
- Kavasila–Kyllini, Diavolitisi–Megalopoli, 1000 mm-es mellékvonalak a Peloponnészoszi-félszigeten a hálózathoz csatlakozva.

## Napjainkban
A TrainOSE a görög nemzeti vasúttársaság 2010. decemberben bejelentette, hogy jelentősen csökkentenie kell üzemét, és egyben a jegyárakat emelni, mivel az üzemeltetés veszteségét jelentősen csökkenteni kell. A veszteségről a kormány úgy nyilatkozott, hogy nem képes tovább finanszírozni azt. Január elsejétől TrainOSE felfüggesztette egy kivételével az összes Peloponnese egy méter nyomtávolságú vonalainak, valamint a Thesszaloniki– Edessa–Flórina és Lárisa–Kálambaka normál nyomtávolságú vonalak üzemét. Minden nemzetközi vonat üzemét fel kívánta függeszteni, anélkül, hogy a szomszédos vasutakkal egyeztetett volna. Azonban a tervezett megszorítások nagy részét még nem vezették be, és az egyeztetések az EU-val még tartanak. A fővonalakon a vonatokat InterCity státuszba helyezték, és így növelték a jegyek árát, melyek az autóbusz jegyárakét megközelítették, a verseny fennmaradása érdekében. Az elmúlt év első kilenc hónapjában az állami kézben lévő vállalatoknál, beleértve a TrainOSE és a Hellenic Railways Organisaton vállalatokat is, a fizetéseket 15 százalékkal kellett csökkenteni a kormány takarékossági intézkedéseinek megfelelően, amely az országnak az Európai Unió, és a Nemzetközi Valutaalap által nyújtott 110 milliárdos megsegítése feltételei között szerepelt. A TrainOSE vállalatnál a fizetés évről évre, ebben a periódusban 17 százalékkal csökkent, ennek ellenére 140 millió euró volt tavaly a vesztesége. A társaság úgy nyilatkozott, 2011-ben már termelnek profitot, és ezzel készen állnak a részleges privatizációra.

## Járművek

### Dízelmozdonyok
| Sorozat         | Típus             | Darabszám | In use | Gyártó                                 | Model        | Teljesítmény | Év   | Fotó |
| --------------- | ----------------- | --------- | ------ | -------------------------------------- | ------------ | ------------ | ---- | ---- |
| A-201           | Bo-Bo de          | 10        | 7      | ALCo                                   | DL532B       | 772 kW       | 1962 |      |
| A-221           | Bo-Bo de          | 13        | 3      | GE/Caterpillar                         | UM10B        | 783 kW       | 1973 |      |
| A-251           | B-B dh            | 11        | 0      | Ganz–MÁVAG                             | DHM7-9       | 1325 kW      | 1981 |      |
| A-301           | Co-Co de          | 10        | 1      | ALCo                                   | DL500C       | 1470 kW      | 1962 |      |
| A-321           | Co-Co de          | 7         | 2      | ALCo                                   | DL543        | 1470 kW      | 1967 |      |
| A-351           | Co-Co de          | 25        | 1      | Alstom                                 | CC AD 2100C1 | 1544 kW      | 1967 |      |
| A-401           | Co-Co de          | 10        | 0      | Siemens-Jung                           | DEL 20 CC    | 1460 kW      | 1966 |      |
| A-411           | B-B dh            | 20        | 0      | Krauss-Maffei                          | V200.1       | 993          | 1963 |      |
| A-451           | Co-Co de          | 20        | 20     | MLW                                    | CC MX-627    | 1986 kW      | 1973 |      |
| A-501           | Co-Co de          | 10        | 8      | MLW                                    | CC MX-636    | 2610 kW      | 1974 |      |
| A-551           | Co-Co de          | 10        | 0      | Electroputere                          | DEL4000      | 2853 kW      | 1982 |      |
| 220.001 (A-471) | Bo-Bo de          | 36        | 35     | ADtranz                                | DE2000       | 2100 kW      | 1997 |      |
|                 | 1-B dm (metric)   | 1         | 0      | MPR (SPAP Piraeus rolling stock works) |              | 245 kW       | 1962 |      |
| A.9101          | Co-Co de (metric) | 12        | 11     | ALCo                                   | DL537        | 993 kW       | 1965 |      |
| 9201            | Co-Co de (metric) | 10        | 1      | Alstom                                 | CC AD 1600A1 | 1175 kW      | 1967 |      |

### Dízel tolatómozdonyok
| Class | Type            | QTY | In use | Gyártó     | Model    | Teljesítmény | Év        | Fotó |
| ----- | --------------- | --- | ------ | ---------- | -------- | ------------ | --------- | ---- |
| A-101 | 0-6-0 dh        | 30  | 27     | Krupp      | Y60      | 478 kW       | 1962-1967 |      |
| A-151 | B-B dh          | 12  | 3-4    | Faur       | LDH70    | 507 kW       | 1973      |      |
| A-171 | B-B dh          | 7   | 6      | Faur       | LDH125   | 920 kW       | 1979      |      |
| 9401  | B-B dh (metric) | 20  | 8      | Mitsubishi | 48-BB-HI | 478 kW       | 1967      |      |

### Villamos mozdonyok
| Class           | Type  | QTY | In use | Gyártó           | Model          | Teljesítmény | Év   | Fotó |
| --------------- | ----- | --- | ------ | ---------------- | -------------- | ------------ | ---- | ---- |
| 120.001 (H-561) | Bo-Bo | 30  | 30     | Siemens-Henschel | HellasSprinter | 5000 kW      | 1997 |      |

### Dízel motorvonatok
| Class                 | Type                              | QTY   | In use       | Gyártó                     | Model   | Teljesítmény | Év         | Fotó |
| --------------------- | --------------------------------- | ----- | ------------ | -------------------------- | ------- | ------------ | ---------- | ---- |
| AA 91                 | B-2+2-2+2-2 (DM+IT+CT)            | 10    | 1            | Ganz–MÁVAG                 |         |              | 1976       |      |
| 520 (old 601)         | Bo-Bo+2-2+2-2+Bo-Bo (DM+IT+IT+DM) | 12    | 11 (45 cars) | AEG                        |         |              | 1989       |      |
| 520 (old 651)         | Bo-Bo++2-2+2-2+2-2+Bo-Bo          | 8     | 8            | AEG                        |         |              | 1995       |      |
| 560                   | 2‘ Bo 2‘                          | 17    | 17           | Stadler/Bombardier/HSY     | GTW 2/6 | 400 kW       | 2003       |      |
| 620                   | B-B+B-B (DM+DM)                   | 12    | 12           | MAN/Hellenic Shipyards Co. |         |              | 1990       |      |
| 621                   |                                   | 15    | 14           | MAN                        |         |              |            |      |
| 4501 (similar to 560) | 2‘ Bo 2‘ (metric)                 | 12    | 12           | Stadler/Bombardier/HSY     | GTW 2/6 |              |            |      |
| AA-71                 | B-2                               | 20    | 1+1 trailer  | Ferrostaal                 |         |              | 1962       |      |
| AA-11, AA-27          | 1A-A1                             | 16+10 | 1+1 trailer  | FIAT                       |         |              | 1949, 1957 |      |
| 6501                  | B-B+B-B+2-2 (metric)              | 10    | 10           | MAN/Hellenic Shipyards     |         |              | 1991       |      |
| 6521 (similar to 620) | B-B+B-B (metric)                  | 10    | 10           | MAN/Hellenic Shipyards     |         |              | 1991       |      |
| 6001                  | B-2-2-B (metric)                  | 7     | 1            | Esslingen                  |         |              | 1956-1957  |      |
| 6401                  | B-2-2-B (metric)                  | 13    | 1            | DeDietrich                 |         |              | 1950-1952  |      |
| 4201                  | B-2-B (metric)                    | 8     | 1            | Linke-Hofmann              |         |              | 1937       |      |
| 6461                  | B-2+2-2+2-2 (DM-IT-CT, metric)    | 11    | 1            | Ganz–MÁVAG                 |         |              | 1983       |      |

### Villamos motorvonatok
| Class | Type  | QTY | In use | Gyártó      | Model           | Teljesítmény | Év   | Fotó |
| ----- | ----- | --- | ------ | ----------- | --------------- | ------------ | ---- | ---- |
| 460   | EMU-5 | 20  | 20     | Siemens/HSY | Desiro Electric |              | 2006 |      |

### Gőzmozdonyok
| Class | Type             | In use | Gyártó                           | Model       | Teljesítmény | Év   | Fotó     |  |
| ----- | ---------------- | ------ | -------------------------------- | ----------- | ------------ | ---- | -------- |  |
| Λβ    | 2-10-0           | 2      | North British Locomotive Company | "Austerity" | 1141 kW      | 1946 | 962, 964 |  |
| Δα    | 2-8-2 metric     | 1      | Vulcan Iron Works                | USATC S-118 | 644 kW       | 1947 | 7108     |  |
| Ες    | 2-8-0 metric     | 1      | Linke-Hofmann                    |             |              | 1925 | 7721     |  |
| ΔΚ    | 0-6-2RT (750 mm) | 1      | Cail                             |             |              | 1891 | 8001     |  |
|       | 2-6-0T (600 mm)  | 1      | Tubize                           |             |              | 1903 | 101      |  |
|       | 2-6-0T (600 mm)  | 1      | Haine St. Pierre                 |             |              | 1912 | 103      |  |